# PASSION (カルロス・トシキの曲)
「PASSION」（パッション）は、カルロス・トシキの3枚目のシングル。
1993年10月21日に日本コロムビアから発売された。

## 解説
本作は、前作「I Love Japan」にも参加した森雪之丞と和泉常寛、芹沢類が参加している。
「PASSION」はJリーグオフィシャルビデオ『Jリーグ’93フルマッチ』テーマソング。

## 収録曲
1. PASSION
  - 作詞：森雪之丞,作曲：和泉常寛,編曲：新川博
2. Boy
  - 作詞：芹沢類,作曲：カルロス・トシキ,編曲：大阪哲也